# Liste des échangeurs du boulevard périphérique de Paris
Cet article recense les échangeurs du boulevard périphérique de Paris. Ceux-ci, au nombre de 47, se décomposent en 6 échangeurs autoroutiers et 41 diffuseurs. Un diffuseur est un échangeur desservant un ensemble de voies de statut non autoroutier. Un diffuseur peut ainsi desservir une route nationale (comme la route nationale 13) ou la voirie de niveau local (rue, avenue ou boulevard).

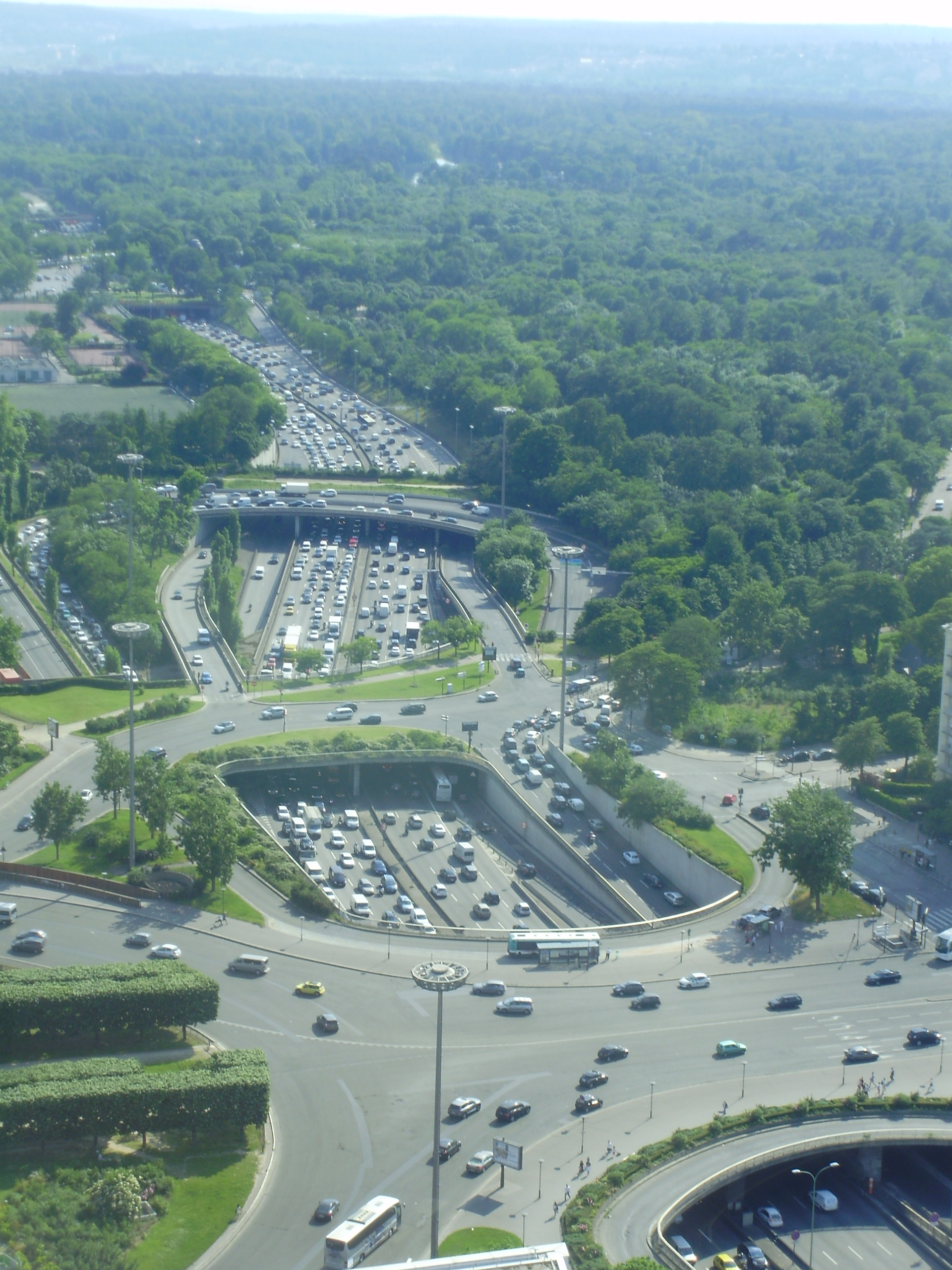
Vue aérienne de l'échangeur de la porte Maillot.

La priorité à droite s'applique sur les voies d'entrée, ce qui signifie que les véhicules entrants sont prioritaires sur les véhicules en circulation. Pour permettre une sécurité et une fluidité de circulation, la voie de droite du périphérique est de fait réservée aux véhicules venant d'entrer ou bien s'apprêtant à sortir, la circulation « normale » se faisant sur les voies centrales et de gauche.[réf. nécessaire]

## Terminologie
Si le diffuseur autorise tous les mouvements d'entrées et de sorties, il est dit complet, si seuls quelques mouvements sont autorisés, il est dit partiel. Par convention, les abréviations suivantes sont retenues dans le tableau descriptif ci-après, présenté en parcourant le boulevard périphérique dans le sens des aiguilles d'une montre :
- Demi-bas (1/2 B) : sortie vers l'intérieur et entrée de l'extérieur (ex. : Porte de la Plaine) ;
- Demi-haut (1/2 H) : entrée de l'intérieur et sortie vers l'extérieur (ex. : Porte de Charenton) ;
- Demi-gauche (1/2 G) : entrée de l'extérieur et sortie vers l'extérieur (ex. : Porte Maillot Nord) ;
- Quart bas-droit (1/4 BD) : sortie vers l'intérieur (ex. : Porte du Pré-Saint-Gervais) ;
- Quart haut-gauche (1/4 HG) : sortie vers l'extérieur (ex. : Porte des Ternes).

## Liste des échangeurs
| #  | Nom                                       | Type d'échangeur                                                           | Périphérique intérieur       | Périphérique intérieur                                                       | Périphérique extérieur       | Périphérique extérieur                                                | Coordonnées                 |
| #  | Nom                                       | Type d'échangeur                                                           | Arrondissements              | Voie principale                                                              | Communes                     | Voies principales                                                     | Coordonnées                 |
| -- | ----------------------------------------- | -------------------------------------------------------------------------- | ---------------------------- | ---------------------------------------------------------------------------- | ---------------------------- | --------------------------------------------------------------------- | --------------------------- |
| 1  | Porte de Bercy                            | Échangeur autoroutier et diffuseur                                         | 12e                          | Quai de Bercy                                                                | Charenton-le-Pont            | Autoroute A4 - Quai de Bercy                                          | 48° 49′ 38″ N, 2° 23′ 29″ E |
| 2  | Quai d'Ivry                               | Diffuseur complet                                                          | 13e                          | Quai d'Ivry                                                                  | Ivry-sur-Seine               | Quai Marcel-Boyer                                                     | 48° 49′ 29″ N, 2° 23′ 03″ E |
| 3  | Porte d'Ivry                              | Diffuseur complet                                                          | 13e                          | Avenue d'Ivry                                                                | Ivry-sur-Seine               | Avenue Maurice-Thorez                                                 | 48° 49′ 10″ N, 2° 22′ 23″ E |
| 4  | Porte d'Italie                            | Diffuseur complet                                                          | 13e                          | Avenue d'Italie                                                              | Le Kremlin-Bicêtre           | Avenue de Fontainebleau                                               | 48° 48′ 58″ N, 2° 21′ 37″ E |
| 5  | Autoroute A6b                             | Échangeur autoroutier partiel (1/2 B)                                      | 13e                          | —                                                                            | Le Kremlin-Bicêtre           | Autoroute A6b                                                         | 48° 48′ 59″ N, 2° 21′ 23″ E |
| 6  | Porte de Gentilly                         | Diffuseur partiel (1/2 B+ 1/4 HG + entrée en direction de l'A6a)           | 13e/14e                      | Rue de l'Amiral-Mouchez                                                      | Gentilly                     | Avenue Paul-Vaillant-Couturier (à Gentilly)                           | 48° 48′ 59″ N, 2° 20′ 38″ E |
| 7  | Autoroute A6a                             | Échangeur autoroutier                                                      | 14e                          | Rue du Professeur Hyacinthe Vincent (accès seulement depuis l'autoroute A6a) | Gentilly                     | Autoroute A6a                                                         | 48° 49′ 00″ N, 2° 20′ 21″ E |
| 8  | Porte d'Orléans                           | Diffuseur partiel (1/2 H+ 1/4 BG + entrée et sortie en direction de l'A6a) | 14e                          | Avenue du Général-Leclerc                                                    | Montrouge                    | Avenue Aristide-Briand                                                | 48° 49′ 06″ N, 2° 19′ 57″ E |
| 9  | Porte de Châtillon                        | Diffuseur complet                                                          | 14e                          | Avenue de la Porte-de-Châtillon                                              | Malakoff /Montrouge          | Avenue Pierre-Brossolette                                             | 48° 49′ 21″ N, 2° 18′ 53″ E |
| 10 | Porte de Vanves                           | Diffuseur partiel (1/2 B)                                                  | 14e                          | Rue Raymond-Losserand                                                        | Malakoff                     | Rue Ernest-Renan                                                      | 48° 49′ 29″ N, 2° 18′ 18″ E |
| 11 | Porte Brancion                            | Diffuseur complet                                                          | 15e                          | Avenue de la Porte-Brancion / Rue Brancion                                   | Vanves                       | Rue Jean-Bleuzen                                                      | 48° 49′ 30″ N, 2° 18′ 11″ E |
| 12 | Porte de la Plaine                        | Diffuseur partiel (1/2 B)                                                  | 15e                          | Avenue de la Porte-de-la-Plaine - Rue du Général-Guillaumat                  | Vanves                       | Avenue Pasteur                                                        | 48° 49′ 36″ N, 2° 17′ 43″ E |
| 13 | Porte de Sèvres                           | Diffuseur complet                                                          | 15e                          | Avenue de la Porte-de-Sèvres                                                 | Issy-les-Moulineaux          | Rue Louis-Armand - Rue du Colonel-Pierre-Avia                         | 48° 50′ 02″ N, 2° 16′ 38″ E |
| 14 | Quai d'Issy                               | Diffuseur complet                                                          | 15e                          | Quai du Président-Roosevelt - Pont du Garigliano                             | Issy-les-Moulineaux          | Quai du Président-Roosevelt                                           | 48° 50′ 05″ N, 2° 15′ 57″ E |
| 15 | Porte de Saint-Cloud - Quai Saint-Exupéry | Diffuseur complet                                                          | 16e                          | Quai Saint-Exupéry                                                           | Boulogne-Billancourt         | Quai du Point-du-Jour                                                 | 48° 50′ 06″ N, 2° 15′ 35″ E |
| 16 | Porte de Saint-Cloud                      | Diffuseur complet                                                          | 16e                          | Avenue de Versailles                                                         | Boulogne-Billancourt         | Route de la Reine                                                     | 48° 50′ 11″ N, 2° 15′ 22″ E |
| 17 | Porte Molitor                             | Diffuseur souterrain partiel (1/2 B)                                       | 16e                          | Rue Molitor                                                                  | Boulogne-Billancourt         | Boulevard d'Auteuil                                                   | 48° 50′ 38″ N, 2° 15′ 17″ E |
| 18 | Porte d'Auteuil                           | Diffuseur partiel (1/2 H)                                                  | 16e                          | Avenue de la Porte-d'Auteuil                                                 | 16e                          | Avenue de la Porte-d'Auteuil                                          | 48° 50′ 53″ N, 2° 15′ 13″ E |
| 19 | Porte d'Auteuil (A13)                     | Échangeur autoroutier                                                      | 16e                          | —                                                                            | 16e                          | Autoroute A13                                                         | 48° 50′ 56″ N, 2° 15′ 09″ E |
| 20 | Porte de Passy                            | Diffuseur complet                                                          | 16e                          | Route des Lacs-à-Passy                                                       | 16e                          | Route des Lacs-à-Passy                                                | 48° 51′ 32″ N, 2° 15′ 44″ E |
| 21 | Porte de la Muette                        | Diffuseur complet                                                          | 16e                          | Avenue Henri-Martin - Boulevard Suchet                                       | 16e                          | Route de la Muette à Neuilly - Avenue de Saint-Cloud                  | 48° 51′ 45″ N, 2° 15′ 54″ E |
| 22 | Porte Dauphine                            | Diffuseur complet                                                          | 16e                          | Avenue Foch                                                                  | 16e                          | Route de Suresnes - Route de la Porte-Dauphine-à-la-Porte-des-Sablons | 48° 52′ 16″ N, 2° 16′ 22″ E |
| 23 | Porte Maillot                             | Échangeur autoroutier et diffuseur complet                                 | 17e                          | Avenue de la Grande-Armée                                                    | Neuilly-sur-Seine            | Avenue Charles-de-Gaulle (N13 - A14)                                  | 48° 52′ 36″ N, 2° 16′ 44″ E |
| 24 | Porte des Ternes                          | Diffuseur partiel (1/4 HG)                                                 | 17e                          | Avenue des Ternes                                                            | Neuilly-sur-Seine            | Avenue du Roule                                                       | 48° 52′ 56″ N, 2° 16′ 58″ E |
| 25 | Porte de Champerret                       | Diffuseur partiel (1/2 B)                                                  | 17e                          | Avenue de Villiers                                                           | Levallois-Perret             | Rue du Caporal-Peugeot                                                | 48° 53′ 09″ N, 2° 17′ 16″ E |
| 26 | Porte de Champerret                       | Diffuseur partiel (1/2 H)                                                  | 17e                          | Rue du Caporal-Peugeot                                                       | Levallois-Perret             | Rue Victor-Hugo                                                       | 48° 53′ 18″ N, 2° 17′ 34″ E |
| 27 | Porte d'Asnières                          | Diffuseur complet                                                          | 17e                          | Boulevard Malesherbes                                                        | Levallois-Perret             | Rue Victor-Hugo                                                       | 48° 53′ 30″ N, 2° 18′ 03″ E |
| 28 | Porte de Clichy                           | Diffuseur partiel (1/2 B + 1/4 HG)                                         | 17e                          | Avenue de Clichy                                                             | Clichy                       | Boulevard Jean-Jaurès                                                 | 48° 53′ 48″ N, 2° 18′ 38″ E |
| 29 | Porte de Saint-Ouen                       | Diffuseur complet                                                          | 17e/18e                      | Avenue de Saint-Ouen                                                         | Saint-Ouen-sur-Seine         | avenue Gabriel-Péri                                                   | 48° 54′ 02″ N, 2° 19′ 47″ E |
| 30 | Porte de Clignancourt                     | Diffuseur complet                                                          | 18e                          | Boulevard Ornano                                                             | Saint-Ouen-sur-Seine         | Avenue Michelet                                                       | 48° 54′ 03″ N, 2° 20′ 38″ E |
| 31 | Porte de la Chapelle                      | Échangeur autoroutier et diffuseur                                         | 18e                          | Rue de la Chapelle - Boulevard Ney                                           | Saint-Denis                  | Autoroute A1 - RN 1                                                   | 48° 54′ 03″ N, 2° 21′ 32″ E |
| 32 | Porte d'Aubervilliers                     | Diffuseur complet                                                          | 18e/19e                      | Rue d'Aubervilliers                                                          | Aubervilliers                | Avenue Victor-Hugo                                                    | 48° 54′ 02″ N, 2° 22′ 16″ E |
| 33 | Porte de la Villette                      | Diffuseur complet                                                          | 19e                          | Avenue de Flandre                                                            | Aubervilliers/Pantin         | Avenue Jean-Jaurès                                                    | 48° 54′ 01″ N, 2° 23′ 15″ E |
| 34 | Porte de Pantin                           | Diffuseur complet                                                          | 19e                          | Avenue Jean-Jaurès                                                           | Pantin                       | avenue Jean-Lolive                                                    | 48° 53′ 23″ N, 2° 23′ 45″ E |
| 35 | Porte du Pré-Saint-Gervais                | Diffuseur partiel (1/4 BD)                                                 | 19e                          | Avenue de la Porte-du-Pré-Saint-Gervais                                      | —                            | —                                                                     | 48° 52′ 56″ N, 2° 24′ 04″ E |
| 36 | Porte des Lilas                           | Diffuseur complet                                                          | 19e/20e                      | Rue de Belleville                                                            | Les Lilas                    | Rue de Paris                                                          | 48° 52′ 41″ N, 2° 24′ 31″ E |
| 37 | Porte de Bagnolet                         | Échangeur autoroutier et diffuseur                                         | 20e                          | Rue Belgrand                                                                 | Bagnolet                     | Autoroute A3 - Avenue Gambetta - Avenue de la République              | 48° 51′ 55″ N, 2° 24′ 49″ E |
| 38 | Porte de Montreuil                        | Diffuseur complet                                                          | 20e                          | Rue d'Avron                                                                  | Montreuil                    | Rue de Paris                                                          | 48° 51′ 14″ N, 2° 24′ 50″ E |
| 39 | Porte de Vincennes                        | Diffuseur complet                                                          | 20e/12e                      | Cours de Vincennes                                                           | Saint-Mandé                  | Avenue de Paris                                                       | 48° 50′ 48″ N, 2° 24′ 52″ E |
| 40 | Porte de Saint-Mandé                      | Diffuseur partiel (1/4 HG)                                                 | 12e                          | Avenue Courteline                                                            | —                            | —                                                                     | 48° 50′ 38″ N, 2° 24′ 50″ E |
| 41 | Porte Dorée                               | Diffuseur partiel (1/2 B)                                                  | 12e                          | Avenue Daumesnil                                                             | Saint-Mandé                  | Avenue Daumesnil                                                      | 48° 50′ 03″ N, 2° 24′ 36″ E |
| 42 | Porte de Charenton                        | Diffuseur partiel (1/2 H)                                                  | 12e                          | Rue de Charenton                                                             | Charenton-le-Pont            | Avenue de Gravelle                                                    | 48° 49′ 49″ N, 2° 24′ 08″ E |
| 1  | Porte de Bercy                            | Arrivée autoroute (km 35,04)                                               | Arrivée autoroute (km 35,04) | Arrivée autoroute (km 35,04)                                                 | Arrivée autoroute (km 35,04) | Arrivée autoroute (km 35,04)                                          | 48° 49′ 41″ N, 2° 23′ 28″ E |